# 香港皇家海軍志願後備隊

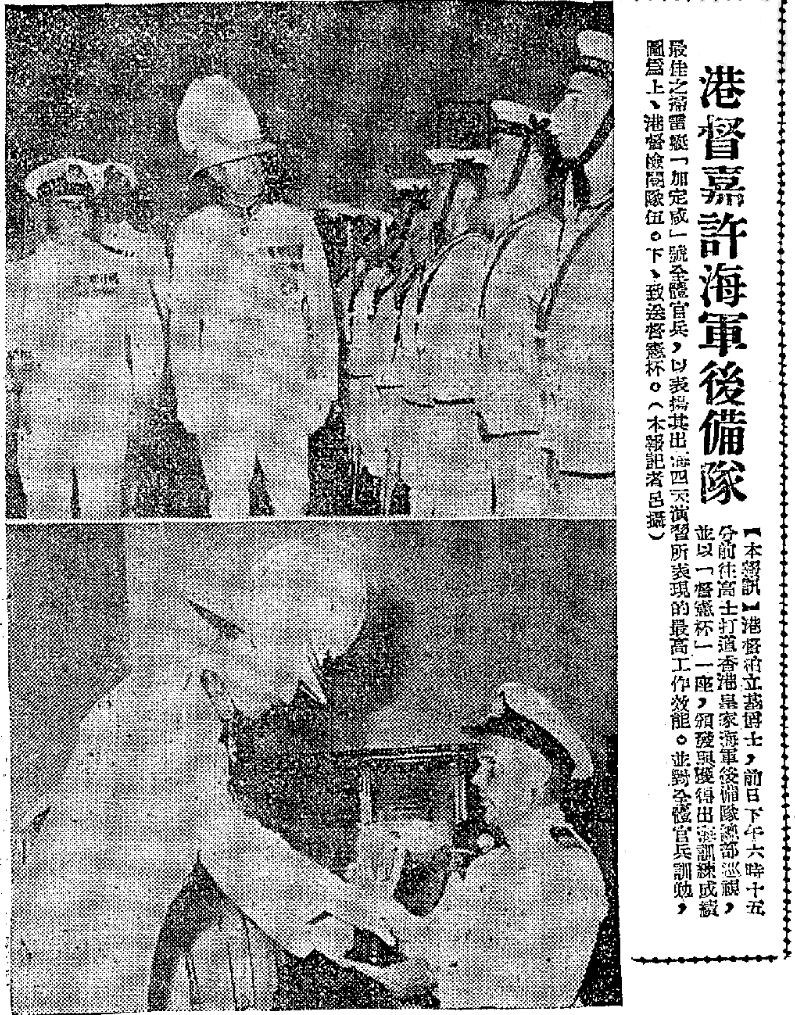
1961年10月20日《工商晚報》報導港督柏立基前日巡視及嘉許香港皇家海軍後備隊

香港皇家海軍志願後備隊（英語：Hong Kong Royal Naval Volunteer Reserve），又稱香港海軍義勇軍（英語：Hong Kong Naval Volunteer Force），或簡稱海軍義勇軍，是英屬香港政府於1933年成立的香港本地軍事部門，該支海軍部隊隸屬於香港政府，平時由香港政府自行調動，戰時則由駐港英軍司令指揮，並於1941年12月參加香港保衛戰，到1959年被編入皇家香港防衛軍成為香港皇家海軍後備隊（英語：Hong Kong Royal Naval Reserve），至1967年因皇家香港防衛軍進行改組及撤銷海軍部隊而解散。

## 歷史沿革

### 成立海軍義勇軍
香港自1841年開埠起，便成為英國皇家海軍在東亞的主要基地之一，並常年有英國軍艦駐守及巡邏，英軍亦在維多利亞港兩岸設置炮台等設施加強香港的海防。一次大戰後，歐美及日本等主要國家就裁軍進行談判，並於1922年2月簽署《華盛頓海軍條約》，為使日本同意限制其海軍規模，英國在談判中作出讓步，同意不在東亞地區建造新的海防設施，包括不興建新的海軍基地及海防砲台。香港作為英國在東亞面對日本的最前線，可是英軍在香港的防衛建設卻受制於條約，然而條約並未有對香港本土成立的軍事部隊作出限制，因此駐港皇家海軍曾經提議香港自行成立一支海軍，以代替英國皇家海軍執行部分海上防衛任務，惟當時的香港立法局以財政負擔大為理由反對香港自設海軍。踏入1930年代，隨著日本軍力的擴張及限武條約的有效期將會屆滿，東亞的緊張局勢正逐步升溫，香港與日本爆發軍事衝突的機會增加，駐港皇家海軍再次考慮在香港建立本地海軍部隊，並且與皇家香港遊艇會聯繫，研究在戰時由業餘海員及民用船隻協助海軍執行近岸作戰任務的可能性，並由遊艇會協助招募後備海軍人員，同時期的歐洲局勢亦因為由阿道夫·希特勒領導的納粹黨取得威瑪共和國的執政地位，英國和德國開始朝向再次爆發戰爭的方向發展，故此倫敦政府對於香港建立後備海軍部隊採取認同的態度，在駐港皇家海軍展開籌建工作及倫敦政府表態後，港府同意建立香港本土海軍部隊，香港海軍義勇軍（英語：Hong Kong Naval Volunteer Force）於1933年9月成立，最初招募了50多位來自皇家香港遊艇會的志願成員。1934年3月，英國皇家海軍無限期借出禾花號掃雷艦供香港海軍義勇軍使用。

### 皇家海軍志願後備隊
1939年年初，由於納粹德國已經吞併捷克斯洛伐克，並開始染指波蘭，歐洲戰雲密布，考慮到戰時各英國領地及屬土可作出互相支援，港府在倫敦政府的授意下，在1939年4月30日依據英國皇家海軍後備隊的模式，以香港海軍義勇軍為骨幹組建香港皇家海軍志願後備隊（英語：Hong Kong Royal Naval Volunteer Reserve），香港皇家海軍志願後備隊的人員大部分來自香港海軍義勇軍及同意可被派到海外，只願意在香港沿海範圍服務的志願人員則留在香港海軍義勇軍，因此香港海軍義勇軍未有被解散。1939年7月，由於國際局勢極為緊張，歐洲即將爆發大戰，香港亦需要充實防務，港府向在香港的年屆18至55歲的英籍男性居民徵兵，年屆18至41歲且體格良好的男性會被編入香港義勇防衛軍或香港皇家海軍志願後備隊，作為香港的後備軍並定期接受軍訓。

### 參加香港保衛戰
1941年12月8日，日本入侵香港觸發香港保衛戰，此時香港皇家海軍志願後備隊約有1,000人，但因為開戰前仍留在香港的英軍艦艇不多，海軍後備隊的船隻又只配備機槍等輕武器，所以主要負責近岸防衛及輔助防空的任務，並且在水雷控制站操控線控水雷，阻止日軍從香港島南面登陸。12月25日晚上香港淪陷，最少有3名成員與在香港的中華民國海軍陳策海軍中將一同使用皇家海軍的魚雷艇離開香港。在戰爭期間有不少海軍後備隊成員支援陸戰，並因此受傷或陣亡。

### 戰後改組及解散
1945年香港重光後，香港皇家海軍志願後備隊得到重建。為提升訓練水平，港府工務局在1953年9月14日公布在灣仔告士打道的分域碼頭，於水兵俱樂部大樓的東側建造一棟樓高七層的建築物，並批出當中的三層作為香港皇家海軍志願後備隊總部，其餘的樓層供則提供給不同輔助部隊使用。海軍後備隊的新總部於1954年7月19日正式啟用。1959年由於後備軍簡化架構，香港皇家海軍志願後備隊被併入皇家香港防衛軍，因而更名為香港皇家海軍後備隊（英語：Hong Kong Royal Naval Reserve），成為皇家香港防衛軍的屬下部隊，至1967年3月12日皇家香港防衛軍裁撤海軍部隊，香港皇家海軍後備隊正式解散。

### 後續及紀念
香港皇家海軍志願後備隊曾經參與二次大戰並有人員受傷及陣亡，因此港府於戰後訂立第202章《陸軍義勇軍及海軍義勇軍恩恤金條例》，為參戰陣亡的成員遺孀提供恩恤金及向殘障的兵員提供終身津貼。香港遊艇會每年在維多利亞港舉辦「香港皇家海軍志願後備隊紀念杯」（HKRNVR Memorial Vase）帆船比賽，紀念海軍後備隊隊員在二戰中捐軀的事蹟。